# Cricotopus hirvenojae
Cricotopus hirvenojae är en tvåvingeart som beskrevs av Lehmann 1981. Cricotopus hirvenojae ingår i släktet Cricotopus och familjen fjädermyggor.
Artens utbredningsområde är Kongo. Inga underarter finns listade i Catalogue of Life.